# Circuito de Guecho 2018
La 73.ª edición de la clásica ciclista Circuito de Guecho fue una carrera en España que se celebró el 31 de julio de 2018 sobre un recorrido de 185 kilómetros con inicio y final en la ciudad de Guecho.
La carrera formó parte del UCI Europe Tour 2018, dentro de la categoría 1.1, y fue ganada por el español Alex Aranburu del Caja Rural-Seguros RGA. El podio lo completaron los también españoles Carlos Barbero del Movistar y Jon Aberasturi del Euskadi Basque Country-Murias, segundo y tercer clasificado respectivamente.

## Equipos participantes
Tomaron parte en la carrera 10 equipos: 1 de categoría UCI WorldTeam; 4 de categoría Profesional Continental; y 5 de categoría Continental. Formando así un pelotón de 72 ciclistas de los que acabaron 50. Los equipos participantes fueron:
| WorldTeam- Movistar Team Equipos continentales profesionales (4)- Delko-Marseille Provence-KTM - Burgos-BH - Caja Rural-Seguros RGA - Euskadi Basque Country-Murias Equipos continentales (5)- Fundación Euskadi - Massi-Kuwait Team - Polartec-Kometa - VIB Sports - Team Ukyo |
| |

## Clasificación final
- Las clasificaciones finalizaron de la siguiente forma:[3]

| \| Clasificación general \| Clasificación general \| Clasificación general \| Clasificación general \| Clasificación general \| \| Ciclista \| Ciclista \| Equipo \| Tiempo \| \| \| --------------------- \| --------------------- \| ---------------------------- \| --------------------- \| --------------------- \| \| 1.º \| Alex Aranburu \| Caja Rural-Seguros RGA \| 4 h 31 min 40 s \| \| \| 2.º \| Carlos Barbero \| Movistar Team \| + 0 s \| \| \| 3.º \| Jon Aberasturi \| Euskadi-Murias \| + 0 s \| \| \| 4.º \| Jesús Ezquerra \| Burgos-BH \| + 0 s \| \| \| 5.º \| Richard Carapaz \| Movistar Team \| + 5 s \| \| \| 6.º \| Jonathan Lastra \| Caja Rural-Seguros RGA \| + 6 s \| \| \| 7.º \| Egoitz Fernández \| Team Ukyo \| + 0 s \| \| \| 8.º \| Álvaro Cuadros \| Caja Rural-Seguros RGA \| + 9 s \| \| \| 9.º \| Fabricio Ferrari \| Caja Rural-Seguros RGA \| + 12 s \| \| \| 10.º \| Iuri Filosi \| Delko-Marseille Provence-KTM \| + 12 s \| \| |                  |                              |                 |
| |                  |                              |                 |
| Fuente: ProCyclingStats |                  |                              |                 |
| Clasificación general |                  |                              |                 |
| Ciclista | Ciclista         | Equipo                       | Tiempo          |
| 1.º | Alex Aranburu    | Caja Rural-Seguros RGA       | 4 h 31 min 40 s |
| 2.º | Carlos Barbero   | Movistar Team                | + 0 s           |
| 3.º | Jon Aberasturi   | Euskadi-Murias               | + 0 s           |
| 4.º | Jesús Ezquerra   | Burgos-BH                    | + 0 s           |
| 5.º | Richard Carapaz  | Movistar Team                | + 5 s           |
| 6.º | Jonathan Lastra  | Caja Rural-Seguros RGA       | + 6 s           |
| 7.º | Egoitz Fernández | Team Ukyo                    | + 0 s           |
| 8.º | Álvaro Cuadros   | Caja Rural-Seguros RGA       | + 9 s           |
| 9.º | Fabricio Ferrari | Caja Rural-Seguros RGA       | + 12 s          |
| 10.º | Iuri Filosi      | Delko-Marseille Provence-KTM | + 12 s          |

## UCI World Ranking
El Circuito de Guecho otorga puntos para el UCI Europe Tour 2018 y el UCI World Ranking, este último para corredores de los equipos en las categorías UCI WorldTeam, Profesional Continental y Equipos Continentales. Las siguientes tablas muestran el baremo de puntuación y los 10 corredores que obtuvieron más puntos:
| Posición              | 1.ª | 2.ª | 3.ª | 4.ª | 5.ª | 6.ª | 7.ª | 8.ª | 9.ª | 10.ª | 11.º | 12.º | 13.º-15.º | 16.º-25.º |
| Clasificación general | 125 | 85  | 70  | 60  | 50  | 40  | 35  | 30  | 25  | 20   | 15   | 10   | 5         | 3         |

| 1.º  | Alex Aranburu    | Caja Rural-Seguros RGA        | 125 |
| 2.º  | Carlos Barbero   | Movistar                      | 85  |
| 3.º  | Jon Aberasturi   | Euskadi Basque Country-Murias | 70  |
| 4.º  | Jesús Ezquerra   | Burgos-BH                     | 60  |
| 5.º  | Richard Carapaz  | Movistar                      | 50  |
| 6.º  | Jonathan Lastra  | Caja Rural-Seguros RGA        | 40  |
| 7.º  | Egoitz Fernández | Euskadi                       | 35  |
| 8.º  | Álvaro Cuadros   | Caja Rural-Seguros RGA        | 30  |
| 9.º  | Fabricio Ferrari | Caja Rural-Seguros RGA        | 25  |
| 10.º | Iuri Filosi      | Delko Marseille Provence KTM  | 20  |